# Народные вооружённые силы Лаоса
Народные вооружённые силы Лаоса (лаос. ກອງທັບປະຊາຊົນລາວແຫ่ງສາທາລະນະລັດປະຊາທິປະໄຕຍປະຊາຊົນລາວ) — военная организация Лаосской Народно-Демократической Республики, предназначенная для защиты свободы, независимости и территориальной целостности государства.

## История
В ходе войны в Индокитае, 20 января 1949 года в одном из укреплённых пунктов провинции Хуапхан по решению коммунистической партии Индокитая было принято решение о создании Народно-освободительной армии Лаоса, первым командиром которой стал Кейсон Фомвихан.
После подписания 20 июля 1954 года Женевских соглашений партизанские отряды НОАЛ были сосредоточены в провинциях Хуапхан и Пхонгсали. Боевые действия между партизанами и королевской армией Лаоса завершились подписанием в 1957 году соглашения о прекращении боевых действий (предусматривавшее включение НОАЛ в состав вооружённых сил страны).
С начала 1958 года США увеличили объёмы финансово-экономической и военной помощи Вьентьяну (операция "Booster Shot"), в результате ряд руководителей революционно-демократического движения был арестован, а два батальона революционных вооружённых сил были окружены частями королевской армии. В ходе сражения в Долине Кувшинов (в провинции Сиангкхуанг) один батальон сумел прорваться из окружения. После этих событий ЦК Народно-революционной партии Лаоса призвал население к вооружённой борьбе и боевые действия возобновились. 
В 1962 году, после того, как Народная армия Лаоса (НАЛ) нанесла силам противника нескольких крупных поражений, начались переговоры. Были подписаны Женевские соглашения по Лаосу и создано трехстороннее коалиционное правительство.
После начала в 1964 году войны во Вьетнаме США и их союзники активизировали деятельность в Лаосе. В 1969 - 1970 гг. в боевых действиях против Патет Лао принимали участие вооруженные формирования Таиланда, а также "войска особого назначения" генерала Ванг Пао.
В начале февраля 1971 года американские и южновьетнамские войска начали вторжение в Лаос, но в результате совместных действий НАЛ и Вьетнамской Народной армии были разгромлены в сражениях на дороге №9. В результате, в распоряжении Народно-освободительной армии оказалось значительное количество трофейного вооружения, снаряжения и военного имущества, которое использовалось в последующее время. В 1973 году было подписано Соглашение о восстановлении мира и национального согласия, в соответствии с которым части НАЛ вошли во Вьентьян и Луангпрабанг.
В 1975 году началось реформирование войск, в ходе которой были проведены их реорганизация, техническое переоснащение и перевооружение. В результате, из партизанской армии были созданы регулярные вооружённые силы.
После окончания боевых действий обстановка в стране оставалась сложной, значительные участки земель сельскохозяйственного назначения было невозможно использовать из-за минно-взрывных устройств и неразорвавшихся боеприпасов. В этих условиях, вооруженные силы были задействованы в разминировании местности, ремонтно-восстановительных и строительных работах.
В августе 1981 года военнослужащие-спортсмены из Лаоса впервые приняли участие в спартакиаде СКДА в Венгрии, а в 1983 году вооружённые силы Лаоса стали участником СКДА.
5 октября 1989 года 68 вооружённых боевиков из числа вьетнамских эмигрантов (в основном, бывших военнослужащих южновьетнамской армии) предприняли попытку тайно проникнуть на территорию Вьетнама с территории Таиланда. Ночью они переправились через реку Меконг, служащую границей между Таиландом и Лаосом и углубились на территорию ЛДНР. Их обнаружили местные крестьяне, которые сообщили военному командованию. Поднятые по тревоге подразделения Лаосской народной армии при активной помощи жителей провинции Сараван блокировали нарушителей границы, в бою часть банды была уничтожена, остальные - захвачены в плен.
3 декабря 2008 года Лаос подписал конвенцию о отказе использования кассетных боеприпасов (вступившую в действие с 1 августа 2010 года).

## Структура вооружённых сил

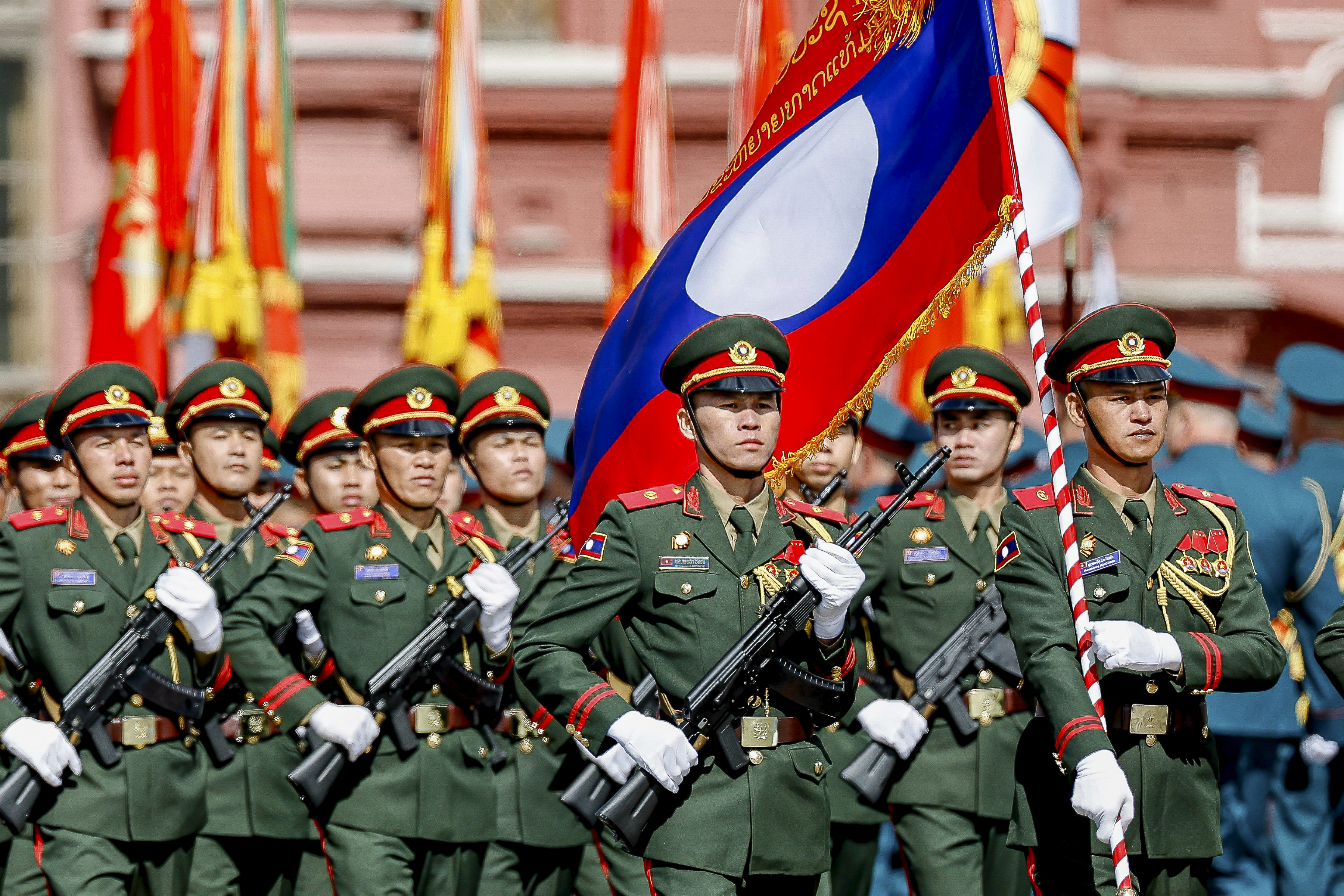
Бойцы Народных вооружённых сил Лаоса на Параде Победы 2025 года в Москве

- Народная армия Лаоса (26000  человек);
  - Народные военно-речные силы Лаоса (в составе армии) (1000 человек);
- Народные военно-воздушные силы Лаоса (3000  человек);
- Народное ополчение и силы самообороны (НОСО) (100 000 человек).[6][7]

## Сухопутные силы
4 военных округа, 5 пехотных дивизий, 7 отдельных пехотных и 3 инженерных полка (2 находятся в стадии формирования), отдельный танковый батальон, 5 артиллерийских и 9 зенитных артиллерийских дивизионов, 65 отдельных пехотных рот, звено лёгких самолётов связи.

## Вооружение и военная техника
На вооружении НВС Лаоса находятся:
- несколько десятков танков Т-72Б1МС[8]
- 15 Т-55, 10 ПТ-76,
- 50 БТР:

30 БТР-40/60
20 БТР-152
- несколько БМП-1
- около 70 буксируемых орудий

20 105-мм M101
20 122-мм Д-30/M-30
10 130-мм М-46
12 155-мм M114
- 155-мм самоходные артиллерийские установки SH1[9]
- Миномёты калибров 81, 82, 107 (ПМ-38/M2A1) и 120 (ПМ-43) мм
- Противотанковые средства:

57-мм безоткатные орудия M18/М18A1
75-мм M20
106-мм безоткатные орудия М40
107-мм безоткатные орудия Б-11
РПГ-7
- Зенитная артиллерия:

23-мм ЗСУ-23-4
14,5-мм ЗПУ-1/ЗПУ-4
23-мм ЗУ-23-2
37-мм 61-К
57-мм С-60
- Корабельный состав:

более 50 речных катеров
4 десантных катера
- Самолётный и вертолётный парк:

МиГ-21 — 22 ед.
МиГ-21УМ — 2 ед.
Як-130 — 4 ед. (ещё 6 заказано)
Ан-2 — 4 ед.
Ан-26 — 3 ед.
Ан-74 — 1 ед.
Як-18 — 8 ед.
Як-40 — 1 ед.
Y-7 — 5 ед.
Y-12 — 1 ед.
Ка-32Т — 1 ед. (ещё 5 заказано)
Ми-6 — 1 ед.
Ми-8 — 9 ед.
Ми-17 — 12 ед.
Ми-26 — 1 ед.
SA-365 «Дофин» — 3 ед.
Ранее находились на вооружении:
- 30 Т-34-85 — переданы в Россию.